# Chế ước ngân sách mềm
Chế ước ngân sách mềm là một vấn đề kinh tế, là trường hợp đặc biệt của rủi ro đạo đức.
Chế ước ngân sách mềm là một thuật ngữ xuất hiện từ khi có bài viết "Soft Budget Constraint" của Janos Kornai. Trong bài viết này, Kornai đã cho rằng nền kinh tế của các nước xã hội chủ nghĩa ở Đông Âu sẽ sụp đổ, chẳng phải vì chế độ chính trị của những nước này gây ra, mà do cơ chế quản lý kinh tế của họ. Các doanh nghiệp nhà nước ở đó nhận thấy nếu mình cố gắng hoạt động cho có hiệu quả thì họ vẫn chả nhận được phần thưởng gì, còn nếu để mặc doanh nghiệp thì cũng chẳng sợ doanh nghiệp bị phá sản vì nhà nước sẽ trợ giúp tài chính cho họ để khỏi bị phá sản gây ra những ảnh hưởng kinh tế vĩ mô tiêu cực. Hậu quả dài hạn là hầu hết các doanh nghiệp nhà nước đều sẽ hoạt động thiếu hiệu quả và nền tài chính quốc gia sẽ khánh kiệt vì phải luôn trợ giúp tài chính cho các doanh nghiệp không có hiệu quả ấy. Nói rộng ra, chế ước ngân sách mềm dùng để chỉ hiện tượng các tổ chức (doanh nghiệp hay ngân sách địa phương) dự tính mình sẽ được cấp thêm ngân sách trong trường hợp hoạt động thiếu hiệu quả.

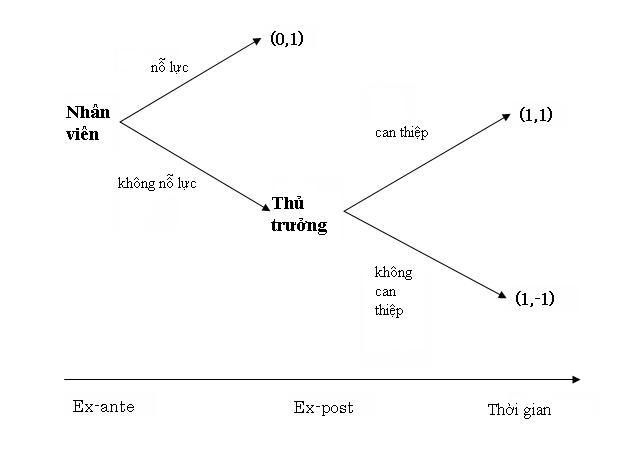
Sơ đồ game giải thích vấn đề chế ước ngân sách mềm.
Ghi chú: trong các ngoặc đơn, chữ số đứng trước thể hiện lợi ích mà nhân viên nhận được khi hành động, còn chữ số đứng sau thể hiện lợi ích của thủ trưởng.

Để mô hình hóa lý luận của Kornai, các nhà kinh tế đã dựa vào lý thuyết trò chơi. Có hai nhân vật, một là thủ trưởng mà trong thực tiễn có thể là ngân sách trung ương, và một là nhân viên ví dụ như ngân sách địa phương. Trong trò chơi này, nhân viên là người được quyết định trước (ex-ante) có nỗ lực làm việc mà thủ trưởng giao cho hay không, còn thủ trưởng sẽ dựa theo nước đi của nhân viên mà quyết định hành động của mình sau đó (ex-post).
Để cho đơn giản, giả sử khi người nhân viên nỗ lực làm việc và công việc hoàn thành, tổ chức mà thủ trưởng là đại diện được lợi là 1, còn nhân viên do có nỗ lực vất vả mà không được khen thưởng gì nên được lợi là 0 Nhưng khi nhân viên chẳng nỗ lực làm việc được giao, công việc có dấu hiệu thất bại, lúc đó thủ trưởng sẽ có hai lựa chọn. Một là, để cho công việc thất bại thực sự và toàn bộ công việc chung của tổ chức bị ảnh hưởng (ví dụ ngân sách địa phương mà phá sản thì kinh tế và đời sống của nhân dân nơi địa phương đó sẽ bị ảnh hưởng rất tiêu cực), lúc đó thủ trưởng được lợi là -1 còn nhân viên do không phải cố gắng làm và hỏng việc cũng không bị phạt gì nên được lợi là 1. Sự lựa chọn thứ hai là can thiệp để công việc không đổ bể, lúc đó thủ trưởng được lợi là 1 và nhân viên được lợi 1.
Như nhìn thấy trên sơ đồ game, cân bằng trong game này (sub-game perfect equilibrium) chính là "không nỗ lực - can thiệp". Nhân viên được hành động trước và anh ta sẽ có xu hướng chọn "không nỗ lực". Khi nhân viên đã chọn hành động là "không nỗ lực", thủ trưởng chỉ có cách chọn "can thiệp" thì mới có lợi. Và cứ thế, nhân viên sẽ luôn không nỗ lực và thủ trưởng luôn phải can thiệp.